# Изложба „Нови чланови” (1961)
Изложба „Нови чланови” се одржала у периоду од 11. до 18. марта 1961. године у Уметничком павиљону „Цвијета Зузорић”.

## Излагачи
1. Кринка Белић
2. Ибрахим Билајац
3. Ана Виђен
4. Синиша Вуковић
5. Милија Глишић
6. Звонимир Зековић
7. Радован Крагуљ
8. Боривој Ликић
9. Стефан Маневски
10. Вила Богданић Мемнуна
11. Коља Милуновић
12. Александар Ристевски
13. Славољуб Чворовић
14. Леонид Шејка